# San Andrés, San Andrés y Providencia
San Andrés là một khu tự quản thuộc tỉnh San Andrés y Providencia, Colombia. Thủ phủ của khu tự quản San Andrés đóng tại San Andrés Khu tự quản San Andrés có diện tích  ki lô mét vuông. Đến thời điểm ngày 28 tháng 5 năm 2005, khu tự quản San Andrés có dân số 46254 người.